# Гарасимів Петро-Богдан Антонович
Петро-Богдан Гарасимів (12 липня 1891, м. Тернопіль, Австро-Угорщина — 1970, м. Ричмонд, США) — сотник УСС та УГА, лікар.

## Життєпис
Студіював медицину у Віденському (Австрія) і Львівському університетах.
Від 1914 — в Легіоні УСС, учасник боїв у Карпатах (1915), від 1915 — сотник у Вишколі, 1918 — заступник командира Коша. 1918—1919 — в УГА. Член Української військової організації.
Лікар у містах Вільно (нині Вільнюс, Литва), Болехів (нині Івано-Франківської области).
У 1944 році еміґрував до Німеччини, 1950 — до США (штат Вірджинія); працював лікарем.

### Родина
- Гарасимів Антін — батько, відомий адвокат та громадський діяч.
- Гарасимів Олексій — брат, юрист, підхорунжий УСС, поручник УГА.
- Гарасимів Юрій — підхорунжий УСС, хорунжий УГА та дивізії СС «Галичина», ветеранський і громадський діяч у діаспорі.